# Dekanat soligorski
Dekanat soligorski – jeden z siedmiu dekanatów wchodzących w skład eparchii słuckiej Egzarchatu Białoruskiego Patriarchatu Moskiewskiego.

## Parafie w dekanacie
- Parafia Opieki Matki Bożej w Chorostowie
  - Cerkiew Opieki Matki Bożej w Chorostowie
- Parafia św. Jerzego Mohylewskiego w Czyrwonej Słabadzie
  - Cerkiew św. Jerzego Mohylewskiego w Czyrwonej Słabadzie
- Parafia Opieki Matki Bożej w Czyżewiczach
  - Cerkiew Opieki Matki Bożej w Czyżewiczach
  - Cerkiew św. Jana Chrzciciela w Czyżewiczach
  - Kaplica Objawienia Pańskiego w Czyżewiczach
- Parafia św. Dymitra Rostowskiego w Dołhem
  - Cerkiew św. Dymitra Rostowskiego w Dołhem
- Parafia św. Mikołaja Cudotwórcy w Hawrylczycach
  - Cerkiew św. Mikołaja Cudotwórcy w Hawrylczycach
- Parafia św. Męczennicy Paraskiewy w Hocku
  - Cerkiew św. Męczennicy Paraskiewy w Hocku
- Parafia Przemienienia Pańskiego w Krasnodworcach
  - Cerkiew Przemienienia Pańskiego w Krasnodworcach
- Parafia św. Mikołaja Cudotwórcy w Obidemli
  - Cerkiew św. Mikołaja Cudotwórcy w Obidemli
- Parafia Opieki Matki Bożej w Osowie
  - Cerkiew Opieki Matki Bożej w Osowie
- Parafia Wniebowstąpienia Pańskiego w Rożanie Wielkim
  - Cerkiew Wniebowstąpienia Pańskiego w Rożanie Wielkim
- Parafia św. Eufrozyny Połockiej w Skowszynie
  - Cerkiew św. Eufrozyny Połockiej w Skowszynie
- Parafia Narodzenia Pańskiego w Soligorsku
  - Sobór Narodzenia Pańskiego w Soligorsku
  - Cerkiew Narodzenia Matki Bożej w Soligorsku
- Parafia św. Barbary w Soligorsku
  - Cerkiew św. Barbary w Soligorsku
- Parafia św. Matrony Moskiewskiej w Soligorsku
  - Cerkiew św. Matrony Moskiewskiej w Soligorsku
- Parafia św. Mikołaja Cudotwórcy w Soligorsku
  - Cerkiew św. Mikołaja Cudotwórcy w Soligorsku
- Parafia św. Serafina z Sarowa w Soligorsku
  - Cerkiew św. Serafina z Sarowa w Soligorsku
- Parafia św. Jana Teologa w Starobinie
  - Cerkiew św. Jana Teologa w Starobinie
- Parafia św. Mikołaja Cudotwórcy w Starobinie
  - Cerkiew św. Mikołaja Cudotwórcy w Starobinie
- Parafia Zwiastowania Przenajświętszej Bogurodzicy w Starych Tieruszkach
  - Cerkiew Zwiastowania Przenajświętszej Bogurodzicy w Starych Tieruszkach
- Parafia św. Zofii Słuckiej w Wieliczkowiczach
  - Cerkiew św. Zofii Słuckiej w Wieliczkowiczach

## Galeria

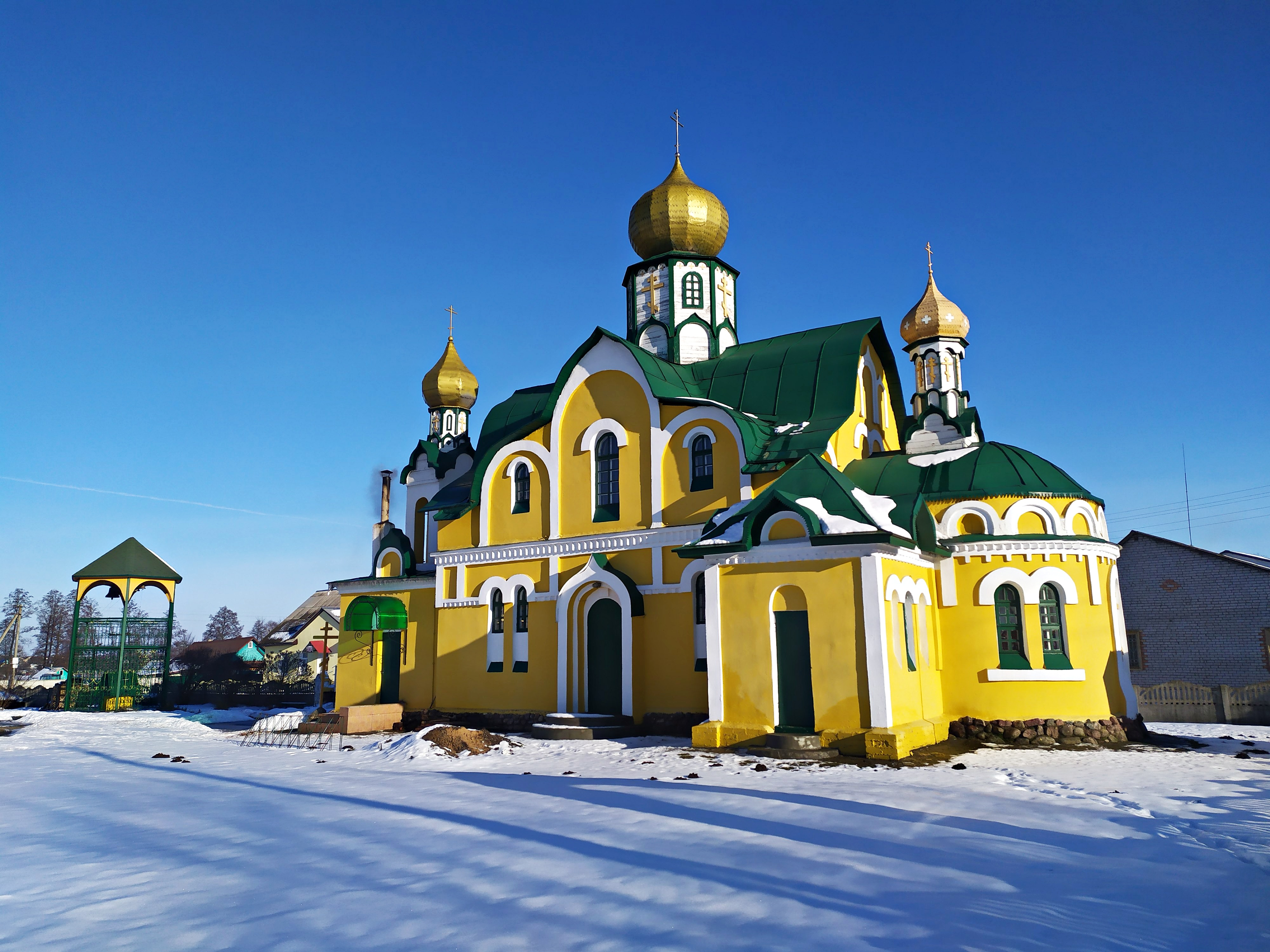
Cerkiew św. Jerzego Mohylewskiego w Czerwonej Słobodzie
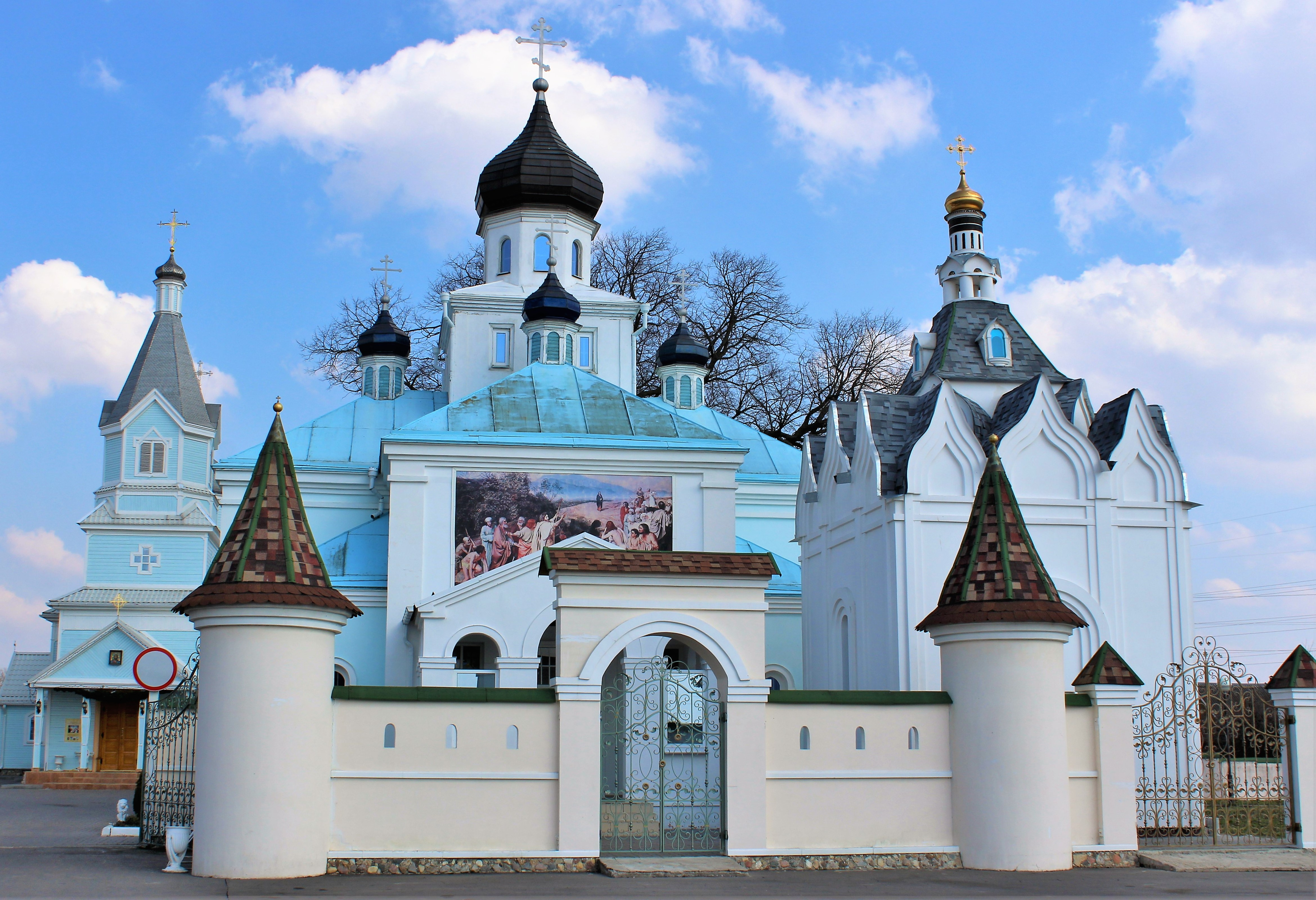
Cerkwie w Czyżewiczach (Opieki Matki Bożej i św. Jana Chrzciciela)